# Smeekbede

Een moslim doet een supplicatie na de salat in de Masjid al-Haram in Mekka, Saoedi-Arabië.

Een smeekbede of supplicatie is een vorm van gebed waarin een of meerdere verzoeken worden gedaan aan een hogere macht. Deze verzoeken kunnen betrekking hebben op de verzoeker zelf ("Alsjeblieft, spaar mijn leven") of op een ander ("spaar mijn kinds leven"). Het gebruik komt voor in vele religies. 
Supplicatie is een thema dat in de oudste bekende geschriften voorkomt, zo wordt bijvoorbeeld in de Ilias gewag gemaakt van de gebeden van Chryses voor de terugkeer van diens dochter en van Priamus die smeekt om de teruggave van het lijk van zijn zoon Hektor.
In de abrahamitische religies wordt een supplicatie gezien als een direct contact met God, zonder tussenpersonen, waarbij in het algemeen om genade of steun voor het een of het ander gevraagd wordt, en veelal God bedankt wordt voor diens zegeningen.
In het christendom is de smeekbede voor gezondheid door en voor zieken in vroege geschriften bekend. Een bekende vorm van supplicaties is het noveen, waarbij op negen opeenvolgende gelegenheden hetzelfde verzoek wordt gedaan. Als door de hogere macht aan het verzoek wordt voldaan spreekt men van een gebedsverhoring.
In de islam worden supplicaties du'a genoemd (meervoudsvorm is  du'aat of ʾadʿiyah). Deze kunnen in iedere taal gedaan worden, er zijn echter een aantal traditionele supplicaties in het Arabisch, Perzisch en Turks. Een bekend voorbeeld is de du'a van de reiziger, dat Mohammed volgens traditie uitsprak voor de aanvang van een reis. Ook in de 21ste eeuw laten luchtvaartmaatschappijen zoals Saudia en EgyptAir na de veiligheidsdemonstratie een video met de du'a voor de reiziger zien.